# Hidden and Dangerous
Hidden and Dangerous é um jogo de ação e estratégia, que se passa durante a Segunda Guerra Mundial. Foi criado em 1999, desenvolvido pela Ilusion Softworks e publicado pela Take-Two Interactive para Windows, Sega Dreamcast e Sony PlayStation. Lançado em 1999, o jogo foi um dos pioneiros dos games de FPS.
O jogador conduz a força aérea especial britânica (em inglês British Special Air Service ou SAS) e precisará cumprir inúmeras missões: infiltrar-se em campos de concentração, fábricas abandonadas, esgotos, destruir trens etc.
O jogo permite conduzir vários veículos, tais como caminhão pau de arara, tanques de guerra, jipe militar, carro civil, e mais outros. O jogo requer planejamento e muita estratégia por parte dos jogadores.
O jogo Hidden & Dangerous possui 2 DLC's: Uma de nome "Deluxe", que adiciona mais 3 capítulos ao jogo; Também a DLC "Saber Squadron" que libera novos uniformes, campanhas e mais.
O H&D2 tem seu modo Multiplayer (Via LAN ou Wi-Fi) E o modo online, com várias formas de jogo, como, por exemplo, o modo Domination. O multiplayer do Game permite Coop em até 4 jogadores.